# 南京街道
南京街道，是中华人民共和国吉林省吉林市船营区下辖的一个街道办事处。

## 行政区划
南京街道下辖以下地区：
大街社区、一分部社区、怀德社区和五中社区。